# Cho Jun-ho
Cho Jun-ho (조준호?, 趙俊浩?; 28 aprile 1973) è un ex calciatore sudcoreano, di ruolo portiere.

## Carriera
Ha all'attivo una convocazione (senza però scendere in campo) della Nazionale di calcio sudcoreana.